# Олимпик (футбольный клуб, Ташкент)
«Олимпик» (узб. Olimpik) — узбекский футбольный клуб из Ташкента. Основан в 2021 году. Выступает в чемпионате Узбекистана. Домашней ареной является стадион «Джар», вмещающий около 9 тысяч зрителей.

## История

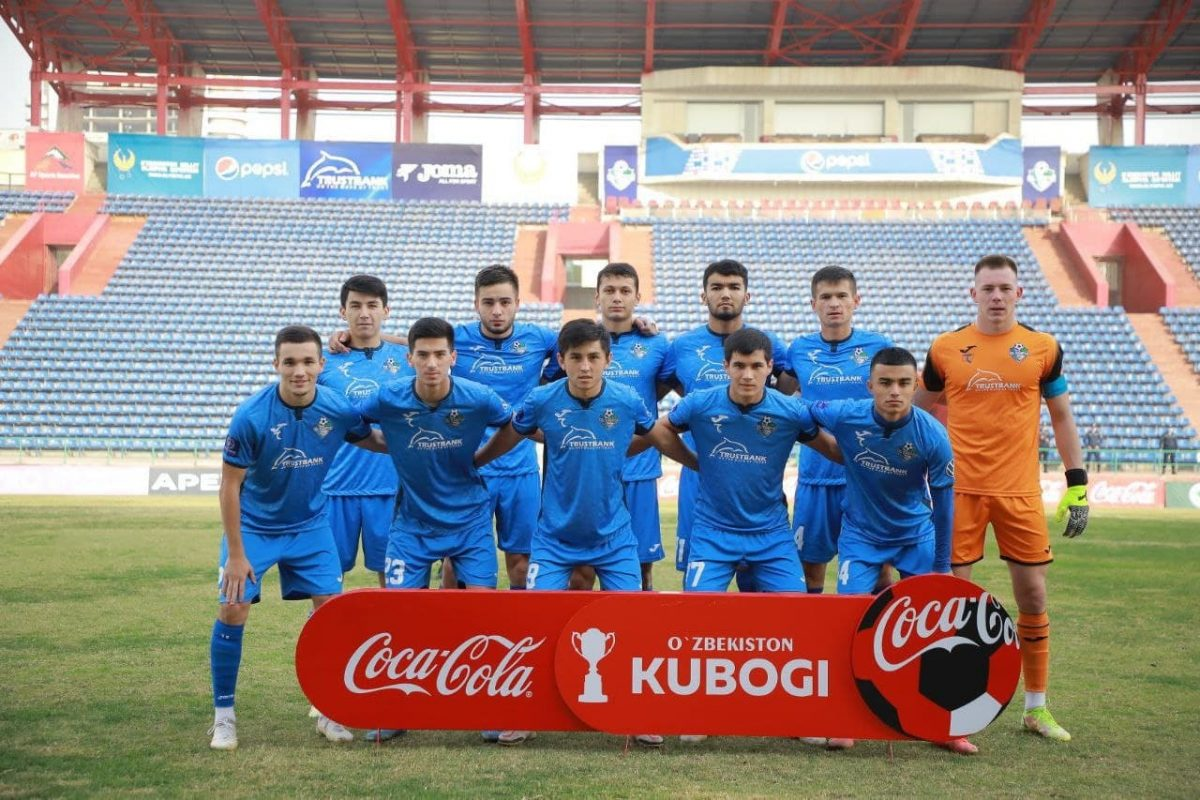
Состав команды в 2021 году

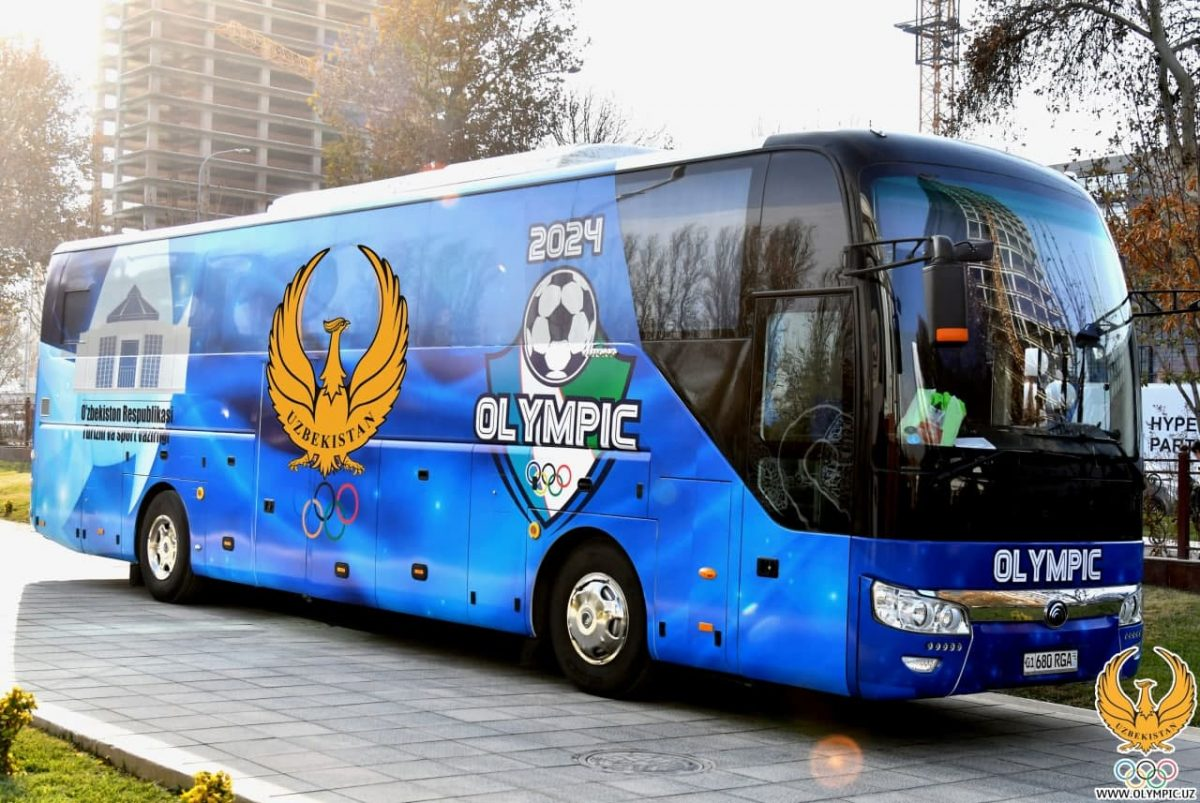
Клубный автобус

Клуб был создан в 2021 году для подготовки футболистов, которые должны были завоевать путёвку на Олимпийские игры 2024 года в Париже, где футбольная сборная Узбекистана никогда не была представлена. Организаторами команды выступили Футбольная ассоциация Узбекистана и Олимпийский комитет Узбекистана. Президентом клуба стал Сакен Полатов, возглавляющий также Федерацию бокса Узбекистана. Главным тренером «Олимпика» и одновременно олимпийской сборной Узбекистана был назначен Тимур Кападзе, который набрал в состав команды молодых игроков из дублирующих команд клубов Суперлиги Узбекистана.
Стартовал клуб во втором дивизионе Узбекистана — Про-лиге. Свой первый в истории официальный матч клуб провёл против «Актепы», где дебютным голом отметился Темур Мамасидиков. По итогам сезона «Олимпик» занял третье место в турнире, получив право сыграть в переходном матче за право участия в чемпионате Узбекистана в следующем сезоне. Соперником «олимпийцев» стал «Машал», который был обыгран со счётом 3:1. Кроме выхода в высший дивизион, команда в своём первом сезоне смогла выйти в четвертьфинал Кубка Узбекистана, где уступила «Пахтакору» (0:1).
Дебютный сезон в высшем дивизиона «Олимпик» завершил на шестом месте, при этом обыграв в первом туре чемпиона лиги «Пахтакор» (3:2). В сезоне 2023 года «Олимпик» остановился на девятом месте.
С поставленной задачей выхода на Олимпиаду 2024 года сборная Узбекистана справилась на молодёжном Кубке Азии, где заняла второе место. На сам турнир Кападзе из 22 игроков олимпийской сборной вызвал 6 футболистов «Олимпика».

## Статистика
| Сезон | Лига     | Лига | Лига | Лига | Лига | Лига | Лига | Лига | Лига | Кубок      | Лучший бомбардир | Лучший бомбардир | Тренер  |
| Сезон | Дивизион | М    | И    | В    | Н    | П    | ГЗ   | ГП   | О    | Кубок      | Игрок            | Г                | Тренер  |
| ----- | -------- | ---- | ---- | ---- | ---- | ---- | ---- | ---- | ---- | ---------- | ---------------- | ---------------- | ------- |
| 2021  | Д2       | 3    | 20   | 9    | 4    | 7    | 38   | 23   | 31   | 1/4 финала | Одилов           | 10               | Кападзе |
| 2022  | Д1       | 6    | 26   | 7    | 14   | 5    | 31   | 28   | 35   | 1/8 финала | Журакузиев       | 10               | Кападзе |
| 2023  | Д1       | 9    | 26   | 8    | 7    | 11   | 26   | 32   | 31   | 1/4 финала | Одилов           | 6                | Кападзе |